# Alicia Dorado
Alicia Dorado Viso (La Coruña, diciembre 1911-La Coruña, 10 de julio de 1937) fue una anarquista española. Miembro destacado de la Federación Anarquista Ibérica (FAI) en Galicia, murió asesinada junto a su compañero y otros anarquistas durante una redada de la Guardia Civil en la casa donde se encontraban.

## Biografía
Nació en La Coruña en diciembre de 1911. Su marido murió durante el golpe de Estado de 1936 y, en el momento de su muerte, era pareja del anarquista portugués Julio Acevedo Veiga.
El 20 de julio de 1936, a los dos días del levantamiento militar franquista, Dorado formó parte de un grupo de mujeres que encabezaron en La Coruña una manifestación con el puño en alto mientras vitoreaban a la República. Dorado tenía un papel de coordinación en la Federación Anarquista Ibérica (FAI), ya que estableció vínculos entre figuras del movimiento en Galicia.
Mientras esto ocurría, era inquilina en el número 6 de la calle del Carmen en La Coruña, y trabajaba como panadera, tras ser despedida de su oficio de tejedora, en La Primera Coruñesa, por sus actividades revolucionarias. La casa de Dorado era una casa-refugio, viviendas que acogían y protegían a personas de la resistencia antifranquista. Estas casas se convirtieron en verdaderos núcleos de organización, donde se coordinaban los grupos de la FAI, la CNT y otras fuerzas políticas para luchar contra los golpistas. Las mujeres, que disfrutaban de mayor libertad de movimiento, asumieron la tarea de comunicación y coordinación entre los grupos.
En La Coruña, un infiltrado de la Guardia Civil obtuvo información sobre la red y se asaltaron las casas-refugio. Así, el 10 de julio de 1937, fue atacada la casa de María Otero, donde fallecieron cuatro anarquistas, incluida Otero, y fueron detenidos dos miembros de la red que fueron torturados. De resultas de las confesiones, una segunda casa-refugio, la de Alicia Dorado fue descubierta.
Dorado se encontraba en su casa, donde escondía a dos responsables de la FAI, Julio Acevedo Veiga y Antonio Fournerakis, cuando la redada de la Guardia Civil cayó sobre ésta. Los guardias civiles entraron en el edificio, dispararon y mataron a Dorado y Fournerakis. Acevedo logró escapar tras defenderse, huyendo por un techo, pero fue capturado en una calle cercana y abatido por la espalda.